# Lokkisaaret (ö i Kajanaland, Kehys-Kainuu)
Lokkisaaret är en ö i Finland. Den ligger i sjön Vuosanganjärvi och Hyötyjärvi och i kommunen Kuhmo i den ekonomiska regionen  Kehys-Kainuu  och landskapet Kajanaland, i den centrala delen av landet, 500 km nordost om huvudstaden Helsingfors. Öns area är 0,1 hektar och dess största längd är 70 meter i sydöst-nordvästlig riktning.  Notera att namnet antyder att det är fråga om flera öar.